# Sternizm
Sternizm – zespół tendencji literackich rozpowszechnionych w literaturze europejskiej końca XVIII w. i pierwszej połowy XIX w., biorący swój początek z twórczości Laurence'a Sterne'a. Istotną cechą sternizmu jest koncepcja wszechwiedzącego, ale jednocześnie wypowiadającego się w pierwszej osobie narratora, który manifestuje swoją obecność i ujawnia umowność sytuacji narracyjnej. Atmosfera emocjonalna utworu sternowskiego zbliżona jest do sentymentalizmu.
Do cech charakterystycznych sternizmu należą również: wplatanie dygresji rozbijających tok wypowiedzi i dodatkowych wątków, nagłe urywanie relacji, swoboda kompozycyjna, fragmenty imitujące podsłuchane rozmowy lub listy, narracja pełna luk i niedopowiedzeń, konstrukcja narratora utożsamionego z autorem, dygresyjność stylu, fragmentaryzm formy i szczegółowość opisu, wplatanie opisu procesu twórczego, humorystycznie zabarwiony sentymentalizm, zabawa z konwencją literacką, podkreślanie wszechwładzy autora nad tekstem, nawiązywanie dialogu z odbiorcą itp.
W literaturze polskiej pod wpływem sternizmu tworzyli Franciszek Karpiński, Cyprian Godebski, Maria Wirtemberska i Fryderyk Florian Skarbek. Sternizm inspirował również twórców filomackich - nawiązywali do niego Mickiewicz, Czeczot i Malewski, zaś wpływ sternizmu najbardziej widoczny jest w dziełach Tomasza Zana. 